# ある戦争
『ある戦争』（あるせんそう、デンマーク語: Krigen 直訳: 戦争、英語: A War）は、2015年のデンマークの映画。トビアス・リンホルム脚本・監督による戦争ドラマ映画である。
アフガニスタンにて平和維持軍として派兵されタリバンから民間人を守るデンマーク軍の部隊長が、戦争犯罪を犯して裁判にかけられるさまを描いている。第88回アカデミー賞外国語映画賞にノミネートされた。

## 物語
デンマーク陸軍の中隊指揮官クラウス・M・ペデルセンと彼の部下はアフガニスタン・ヘルマンド州に駐留していた。一方デンマークではクラウスの妻マリアが、戦地にある夫と、父親の不在を寂しがる3人の子供たちとともに日常生活を送っていた。任務の最中、兵士たちは激しい攻撃にさらされ、クラウスは部下を守るため、敵の存在を確認せずに航空支援を要請することを決断する。しかし、クラウスは軍の法務官より、空爆で民間人11人を殺害した罪で起訴される旨を告げられ、帰国する。11人の死という結果に対する告発はクラウスと家族を動揺させた。彼は周囲からの批判に晒されながらも、裁判所に対しこの決断の必要性を説明する。証人として出廷した部下が「敵の銃を見た」という偽証を行ったことで、結果的にクラウスは無罪判決を受け、家族の元へ戻ることができた。しかし、彼には安堵感と罪悪感が押し寄せた。

## 出演者
- ピルウ・アスベック（英語版）：クラウス・M・ペデルセン
- ソーレン・マリン（英語版）：マルティン・R.オルセン
- ダール・サリム（英語版）：ナジブ・ビスマ
- ツヴァ・ノヴォトニー（英語版）：マリア・ペデルセン
- シャルロッテ・ムンク（英語版）：リズベート・ダニング
- ダルフィ・アル・ジャブリ：ルトフィ・“ラッセ”・ハッサン

## 製作
この映画はデンマークのテレビ局「DRテレビ」の支援の下、デンマーク映画研究所から800万クローネの助成金を受け、ノルディスク・フィルムが製作した。撮影はコペンハーゲン、コンヤ、トルコおよびスペインのアルメリアで行われ、2015年1月に終了した。映画中の兵士は、メインキャストを除き、アフガニスタンに従軍したことのある本物のデンマーク軍兵士が演じた。

## 評価
『ある戦争』は多くの映画評論サイトなどで高い評価を受けており、映画批評サイト「Rotten Tomatoes」では、72本のレビューに基づき10点満点中7.7点の評価を受けた。同サイトの評論ページでは「緊張感と知的さのある小気味の良い安定感が、戦場と法廷それぞれの場面で非常に効果的に表れている」と述べられている。同じく映画評論サイトの「メタクリティック」は、29人の批評に基づき、100点中81点の評価を与えている 。また、雑誌「エンパイア」のオリー・リチャーズは、5点満点中4点の評価を与え、「非常に魅惑的で複雑な映画だ。この映画は、『正しい答えというものが存在しないとき、あなたはどうするのか』というシンプルな問いを投げかけている」と評した。一方で、オンライン出版誌「スラント・マガジン」のクレイトン・ディラードの評価は4点満点中2点に留まり、「綻びだらけで自己主張が激しく、優雅さに欠けたシナリオだった」と酷評した。